# Fútbol Club Oporto "B"
El Fútbol Club Oporto B (en portugués y oficialmente Futebol Clube do Porto B), es un equipo de fútbol de Portugal que juega en la Segunda División de Portugal, la segunda liga de fútbol más importante del país.

## Historia
Fue fundado en el año 1999 en la ciudad de Oporto y es el principal equipo reserva del FC Porto, el cual juega en la Primeira Liga, por lo que es inelegible para jugar en ella y tampoco puede jugar en la Taça de Portugal ni la Taça da Liga.
El equipo había dejado de existir al final de la temporada 2005/06, pero al finalizar la temporada 2011/12 siete equipos de la Primeira Liga mostraron interés en colocar un equipo B utilizando las plazas vacantes en la Liga de Honra para la temporada 2012/13. Los equipos elegidos para colocar al equipo B en la Liga de Honra fueron FC Porto, SL Benfica, Sporting Lisboa, SC Braga, CS Marítimo y Vitória Guimaraes.
La Liga Profesional de Portugal anunció la participación de estos equipos B en la temporada 2012/13 pagando €50.000, los cuales tenían que cumplir con un reglamento el cual consistía en que cada uno de estos equipo debía tener al menos 10 jugadores provenientes de sus fuerzas básicas y que sus edades estuvieran entre 15 y 21 años de edad. Estos clubes no pueden ascender a la Primeira Liga, pero sus jugadores pueden integrar al primer equipo en el transcurso de la temporada. A cada equipo B solo se le permite tener 3 jugadores con edad superior a los 23 años.
A finales de mayo de 2012 se anunció la participación de 6 equipos fililes en la Liga de Honra, subiendo la cantidad de equipos de 16 a 22, y la cantidad de partidos de 30 a 42.
El 8 de mayo de 2016, por el empate en la jornada 45 entre el Portimonense y el Chaves, el Porto B se corona campeón de la Segunda división de Portugal.

## Palmarés

### Nacional
- Segunda Liga / LigaPro (1): 2015–16

### Europeo
- Premier League International Cup (2): 2016–17, 2017–18

### Otros
- VFF Cup (1): 2004

## Temporadas
| Temporada | Div | Pos. | J  | G  | E  | P  | GF | GC | Pts. | Goleador(s)               | Goles |
| --------- | --- | ---- | -- | -- | -- | -- | -- | -- | ---- | ------------------------- | ----- |
| 1999–00   | III | 3°   | 34 | 14 | 10 | 10 | 53 | 43 | 52   | Pedras                    | 13    |
| 2000–01   | III | 3°   | 38 | 18 | 10 | 10 | 74 | 52 | 64   | Hélder Postiga            | 10    |
| 2001–02   | III | 3°   | 38 | 19 | 13 | 6  | 67 | 33 | 70   | Pedro Oliveira            | 11    |
| 2002–03   | III | 3°   | 38 | 20 | 9  | 9  | 70 | 39 | 69   | Hugo Almeida              | 16    |
| 2003–04   | III | 4°   | 36 | 16 | 10 | 10 | 56 | 33 | 58   | Bruno Moraes              | 11    |
| 2004–05   | III | 5°   | 38 | 20 | 6  | 12 | 63 | 33 | 66   | Ákos Buzsáky              | 9     |
| 2005–06   | III | 6°   | 26 | 10 | 8  | 8  | 28 | 27 | 38   | Hélder Barbosa            | 6     |
| 2012–13   | II  | 14°  | 42 | 13 | 15 | 14 | 49 | 50 | 54   | Dellatorre                | 11    |
| 2013–14   | II  | 2°   | 42 | 23 | 8  | 11 | 59 | 42 | 77   | Tozé                      | 21    |
| 2014–15   | II  | 13°  | 46 | 17 | 10 | 19 | 66 | 64 | 61   | Frédéric Maciel           | 13    |
| 2015–16   | II  | 1°   | 46 | 26 | 8  | 12 | 84 | 52 | 86   | André Silva               | 14    |
| 2016–17   | II  | 12°  | 42 | 16 | 12 | 14 | 52 | 49 | 60   | Galeno                    | 10    |
| 2017–18   | II  | 7°   | 38 | 18 | 4  | 16 | 50 | 55 | 58   | André Pereira Fede Varela | 8     |
| 2018–19   | II  | 9°   | 34 | 11 | 11 | 12 | 41 | 42 | 44   | Gleison                   | 6     |
| 2019–20   | II  | 13°  | 24 | 7  | 8  | 9  | 35 | 36 | 29   | Vítor Ferreira            | 8     |
| 2020–21   | II  | 16°  | 34 | 7  | 11 | 16 | 45 | 52 | 32   | Danny Loader              | 8     |
| 2021–22   | II  | 9°   | 24 | 8  | 8  | 8  | 32 | 33 | 32   | Danny Loader              | 8     |